# Rheinische Post
Le Rheinische Post est un quotidien de presse régionale allemand dont le siège est à Düsseldorf.
Le Rheinische Post concentre ses reportages sur le Land de Rhénanie-du-Nord-Westphalie. Dans l'arrondissement de Rhin Neuss, il paraît sous le nom de Neuß-Grevenbroicher Zeitung, à Solingen sous le nom de Solinger Morgenpost, dans le reste du Pays de Berg sous le nom de Bergische Morgenpost et dans la région de Bocholt sous le nom de Bocholter-Borkener Volksblatt.

## Histoire
Le Rheinische Post est fondé neuf mois après la fin de la Seconde Guerre mondiale sous licence du gouvernement militaire britannique. Ses fondateurs sont l'éditeur de journaux Anton Betz, l'homme politique Karl Arnold et l'avocat Erich Wenderoth, qui font campagne pour un nouveau départ politique, économique et moral après la Seconde Guerre mondiale. Depuis sa première parution le 2 mars 1946, le journal défend la démocratie, la liberté et la dignité humaine selon son image de soi. En 1970, la famille Droste entre dans la maison d'édition. Les descendants des fondateurs des familles Betz, Droste et Wenderoth sont toujours les éditeurs du Rheinische Post. Depuis 2014, le Rheinische Post travaille avec le Neue Ruhr Zeitung (NRZ), qui est distribué en tant que journal régional dans la région ouest de la Ruhr et dans la Basse-Rhénanie. Il fournit également du contenu pour le Westdeutsche Zeitung et le Bocholter-Borkener Volksblatt. Le 17 avril 2021, l'édition anniversaire des 75  ans est publiée avec 160 pages.

## Rédaction
La rédaction centrale du Rheinische Post est à Düsseldorf, où les sujets sont analysés, évalués et préparés pour les éditions imprimées et en ligne. Le Rheinische Post est considéré comme un journal d'auteur : 80 % des articles sont écrits par les journalistes de l'entreprise. Un bureau parlementaire à Berlin, la rédaction centrale à Düsseldorf et des correspondants à Washington, D.C., Londres, Bruxelles, Paris et Moscou fournissent également du contenu pour le journal.

## Diffusion
Le Rheinische Post perd beaucoup de tirage en raison du numérique. La part des abonnements dans le tirage vendu est de 88,5%.

## RP Online
Le 20 janvier 1996, le Rheinische Post met en ligne son site Internet RP Online, qui complète l'édition imprimée avec des reportages actualisés et du contenu multimédia. RP Online est l'un des plus grands portails d'information allemands et atteint 12,1 millions de visiteurs par mois.
Sur RP Online, l'accent est mis sur les reportages locaux. Le contenu est divisé en actualités quotidiennes sur environ 55 pages de villes, ainsi que des reportages nationaux et internationaux sur la politique, les affaires, le sport, le numérique et la culture.